# David Jack
David Bone Nightingale Jack (3. april 1899 – 10. september 1958) var en engelsk fodboldspiller og -træner, der spillede som angriber. Han er kendt for at være både den første spiller nogensinde til at score på Wembley, og som den første spiller nogensinde til at blive solgt for en pris på 10.000 britiske pund.
Jack var på klubplan tilknyttet Plymouth Argyle, Bolton Wanderers og Arsenal. Han vandt både tre engelske mesterskaber (alle med Arsenal), og tre FA Cup-titler (to med Arsenal og én med Bolton).
Jack spillede desuden ni kampe og scorede tre mål for Englands landshold, som han debuterede for 3. marts 1924 i et opgør mod Wales.
Efter at have indstillet sin aktive karriere fungerede Jack som træner for henholdsvis Southend United, Middlesbrough og irske Shelbourne.

## Titler
Engelske mestre
- 1931, 1933 og 1934 med Arsenal F.C.

FA Cup
- 1923 med Bolton
- 1926 og 1930 med Arsenal F.C.